# Sac County
Das Sac County ist ein County im US-amerikanischen Bundesstaat Iowa. Im Jahr 2020 hatte das County 9814 Einwohner und eine Bevölkerungsdichte von 6,6 Einwohnern pro Quadratkilometer. Der Verwaltungssitz (County Seat) ist Sac City.

## Geografie
Das County liegt im mittleren Nordwesten von Iowa und wird in Nord-Süd-Richtung vom nördlichen Quellfluss des Raccoon River durchflossen, der über den Des Moines River zum Einzugsgebiet des Mississippi gehört.
Das Sac County hat eine Fläche von 1498 Quadratkilometern, wovon sieben Quadratkilometer Wasserfläche sind.
An das Sac County grenzen folgende Nachbarcountys:
| Cherokee County | Buena Vista County | Pocahontas County |
| Ida County      |                    | Calhoun County    |
| Crawford County |                    | Carroll County    |

## Geschichte
Das Sac County wurde am 15. Januar 1851 aus ehemaligen Teilen des Greene County gebildet. Benannt wurde es nach dem Indianervolk der Sac.

## Bevölkerung
Nach der Volkszählung im Jahr 2010 lebten im Sac County 10.350 Menschen in 4482 Haushalten. Die Bevölkerungsdichte betrug 6,9 Einwohner pro Quadratkilometer. In den 4482 Haushalten lebten statistisch je 2,26 Personen.
Ethnisch betrachtet setzte sich im Jahr 2015 die Bevölkerung zusammen aus 98,0 Prozent Weißen, 0,3 Prozent Afroamerikanern, 0,2 Prozent amerikanischen Ureinwohnern, 0,4 Prozent Asiaten und 0,1 Polynesiern; 1,0 Prozent stammten von zwei oder mehr Ethnien ab. Unabhängig von der ethnischen Zugehörigkeit waren 2,8 Prozent der Bevölkerung spanischer oder lateinamerikanischer Abstammung.
22,6 Prozent der Bevölkerung waren unter 18 Jahre alt, 54,9 Prozent waren zwischen 18 und 64 und 22,5 Prozent waren 65 Jahre oder älter. 50,6 Prozent der Bevölkerung waren weiblich.
Das jährliche Durchschnittseinkommen eines Haushalts lag bei 48.581 USD. Das Pro-Kopf-Einkommen betrug 27.224 USD. 10,8 Prozent der Einwohner lebten unterhalb der Armutsgrenze.

## Ortschaften
Inkorporierte Citys:
| Ort       | Einwohner 2010 | Einwohner 2020 |
| --------- | -------------- | -------------- |
| Sac City  | 2220           | 2063           |
| Lake View | 1142           | 1113           |
| Odebolt   | 1013           | 994            |
| Wall Lake | 819            | 755            |
| Schaller  | 772            | 729            |
| Early     | 557            | 587            |
| Auburn    | 322            | 265            |
| Lytton1   | 315            | 282            |
| Nemaha    | 85             | 66             |

1 – teilweise im Calhoun County

Von der Volkszählung nicht separat erfasste Unincorporated Community:
- Carnarvon

## Gliederung
Das Sac County ist in 16 Townships eingeteilt:
| Township              | Einwohner (2010) |
| --------------------- | ---------------- |
| Boyer Valley Township | 775              |
| Cedar Township        | 480              |
| Clinton Township      | 175              |
| Cook Township         | 167              |
| Coon Valley Township  | 187              |
| Delaware Township     | 275              |
| Douglas Township      | 132              |
| Eden Township         | 188              |

| Township           | Einwohner (2010) |
| ------------------ | ---------------- |
| Eureka Township    | 941              |
| Jackson Township   | 2433             |
| Levey Township     | 807              |
| Richland Township  | 1197             |
| Sac Township       | 566              |
| Viola Township     | 539              |
| Wall Lake Township | 1309             |
| Wheeler Township   | 179              |